# اگینسی
اگینسی (به لاتین: Aginci) یک منطقهٔ مسکونی در بوسنی و هرزگوین است که در جمهوری صرب بوسنی واقع شده‌است.